# 彈鏈

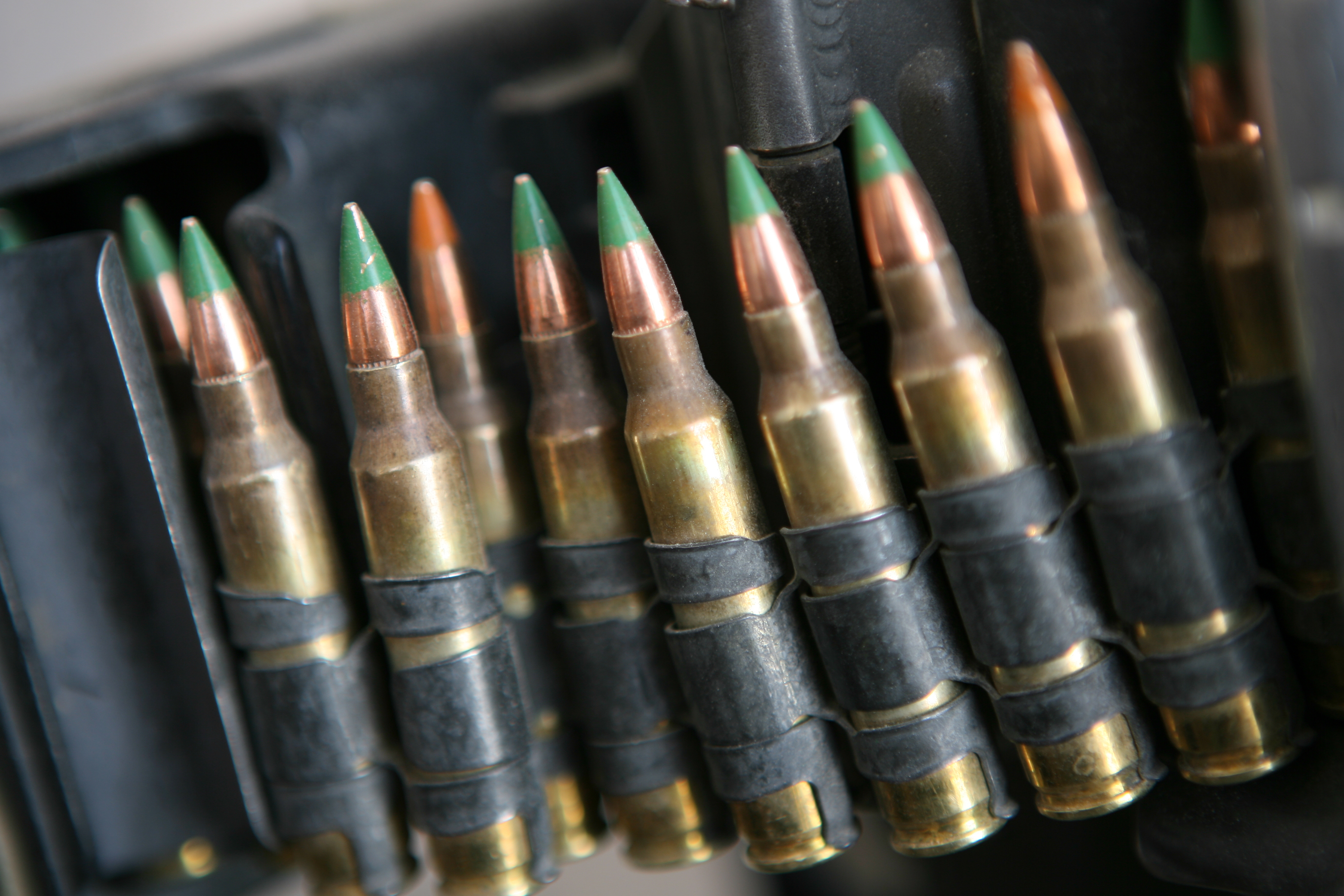
5.56 NATO M27彈鏈為M249 SAW供彈。

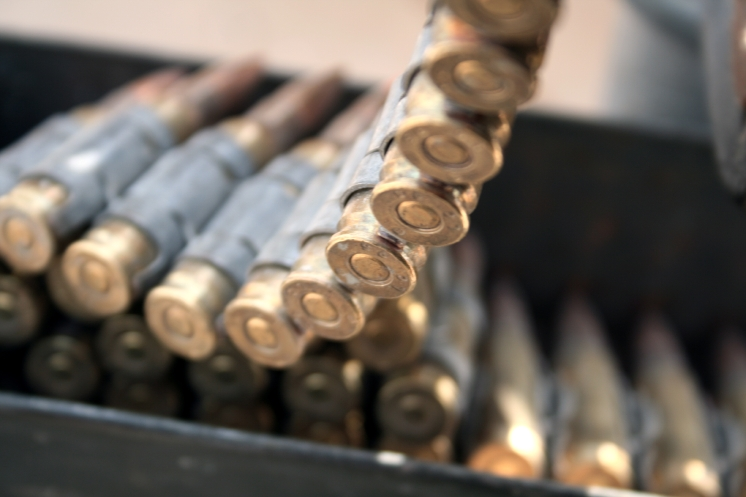
裝備7.62×51 NATO之M13彈鏈。

彈鏈（belt）是把大量子彈以串聯方式連著的彈藥，主要提供給全自動發射機槍或機砲，以達到持續火力压制的效果。

## 設計及歷史
彈鏈可分為「可散式彈鏈」及「不可散式彈鏈」，材质由帆布到金属各有不同。
彈鏈的主要目的是令機槍可無間斷地持續發射連串子彈，近代的機槍由於射速較高，標準彈匣無法做到持續火力效果，而大容量彈匣亦經常出現卡彈問題，原因是彈匣供彈過快令機匣導氣量不足。彈鏈通常存放在彈鏈攜行箱（又稱彈箱）內，可掛於機槍側面或底部，令裝備輕型機槍、中型機槍或通用機槍的士兵作戰時可攜帶大量彈藥。
最初的是稱為布質彈帶，因為其輕便和較易徒手再填裝而普及，如一戰時馬克沁機槍等都採用。但缺點是容易引起進退彈不順，故在現代機槍鮮見。
取而代之的金屬彈鏈又分為可散和不散兩種。
可散式彈鏈首創於一次大戰時法國的霍奇克斯M1914重機槍，比原有只能裝20發的保彈鈑性能大幅提高。二戰前德國的MG34採用不可拆金屬彈鏈。FN Minimi／M249、IMI Negev等的輕機槍除可使用彈鏈外，亦可在緊急時以30 發彈匣供彈，但不太常見。
彈鏈供彈比彈匣／彈鼓供彈需要更多裝填時間。
二戰時美軍的機槍多是不可散式彈鏈，但由於供彈不穩定，由越戰時的M60通用機槍己改用金屬製M13可散式彈鏈，其後大部份國家的機槍亦跟隨潮流，可見可散式彈鏈在戰場上使用较为方便，備受信賴。而苏联等华约国家和部分西方国家偏爱不可散式彈鏈（比如RPD、PK、KPV、DshK、NSV等机枪使用不可散式彈鏈，德国HK-21E机枪也使用不可散式彈鏈）。
可散不可散各有優缺點，不可散式弹链可以在射完後直接再填裝重复使用，成本较低并且可以在装好的弹链打光时迅速以手工将零散枪弹装入弹链继续射击，但射出子彈後又未射光前的彈鏈常對要走動的射手構成負擔。可散式的優點是可以因為任務自行決定長度，又可以把數段用剩的彈鏈編在一起，但有可能在退殼時卡在槍機中，另一問題是射完後彈鏈會自行分散，需逐重新裝起來方可再使用的，如果沒空收拾便得當廢物消粍掉。

## 常見類型
- M1彈鏈（英语：M1 link）
- M13彈鏈
- M27彈鏈

## 外部連結
- US4735126A - Cartridge feed for double-barrel gun